# Computer Automation Alpha LSI
Computer Automation Alpha LSI (andra namn som ALPHA/LSI, endast kretskortet NAKED/LSI, LSI-1, LSI-2 etc förekommer) var en minidator som utvecklades av Computer Automation i USA och som såldes på export till Sverige under 1970- och tidiga 1980-talet.
Computer Automation representerades i Sverige av Scandia Metric som importerade och sålde c:a 1000 av dessa datorer till Sverige, dels under originalnamnet, dels som OEM-produkter åt Facit, Cybernetic, Elektronlund och Datasaab. Facit utvecklade datorn 6501 baserad på Alpha LSI under tidigt 1970-tal, och efter att Facit gått upp i Datasaab blev datorn i Datasaabs tappning år 1976 den första generationen av datorn Datasaab D16 i form av D16/10 och D16/30.
En huvudsaklig kund för Alpha LSI var olika gymnasieskolor och universitet runt om i landet, maskinen fanns bland annat installerad på Sunnerboskolan i Ljungby. Gunnar Markesjö som var lektor på KTH författade år 1976 en lärobok om Alpha LSI i samarbete med Scandia Metric, och Uppsala universitet utvecklade en egen BASIC-tolk med namnet "Uppsalabasis" till datorn.